# Fogarasiné Deák Valéria
Fogarasiné Deák Valéria (Gödöllő, 1954. január 5. – 2021. július 27.) politikus, országgyűlési képviselő (MSZP).

## Életpályája
A Gödöllői Agrártudományi Egyetem Gépészmérnöki Karán szerzett diplomát 1977-ben. Ugyanott kezdett el dolgozni, két évig tudományos ösztöndíjas gyakornok, majd tanársegéd volt.
Az MSZP-be 1989 októberében lépett be. A Pest megyei pártiroda vezetője lett. 1997-től ő volt a párt Pest megyei alelnöke, majd 2003-tól tagja lett az Országos Választmánynak. Az 1994. évi önkormányzati választásokon bekerült a Pest Megyei Önkormányzat Közgyűlésébe; ő lett frakció helyettes vezetője, majd 1998-tól a vezetője.
Az országgyűlési választásokon először 2002. áprilisban szerzett mandátumot a párt Pest megyei listájáról. 2002. májusától a foglalkoztatási és munkaügyi bizottság tagja, majd a társadalmi szervezetek bizottságának elnöke volt. Az MSZP frakció civil munkacsoportjának vezetője volt, továbbá a Pest megyei képviselőcsoport vezetői feladatait látta el.
2006-ban az országgyűlési választáson Gödöllőn szerzett mandátumot Gémesi György előtt.